# Podzemnice olejná
Podzemnice olejná (Arachis hypogaea) je rostlina z čeledi bobovitých. Jedná se o luštěninu. Plodem je lusk obsahující semena s typicky fialovočerveným papírovým obalem, která jsou známá jako arašídy nebo burské oříšky. 

## Popis
Podzemnice olejná je jednoletá bylina. Délka stonku se pohybuje mezi 12–65 cm. Listy jsou tmavě zelené, čtyřčetné ve střídavém uspořádání. Po opylení (typicky samosprašné) dochází k tvorbě plodu, kterým je v podzemí umístěný lusk. 

### Vznik lusku
Po oplození žlutých květů začíná intenzivně růst stopka nesoucí na konci oplozený semeník, který se zavrtá 3–6 cm hluboko do půdy (geocarpismus). Během zhruba 2–3 týdnů se z něj vyvine horizontálně rostoucí lusk obsahující 1–6 semen obalených osemením. Počet semen v lusku je závislý od typu kultivaru. Před opražením chutnají semena podzemnice podobně jako další semena luštěnin (hrách nebo cizrna).

### Semena
Semena se liší tvarem, velikostí i barvou. Jejich obal (osemení) je tenký a papírový, může být jedno i vícebarevný. Kultivary mohou být v různých odstínech červené, ale i žluté, bílé nebo fialové, přičemž běžné jsou kombinace bílé a červené a bílé a fialové. Délka semen se pohybuje mezi 7–21 mm a váhy od ca 0,2 do 2 gramů.

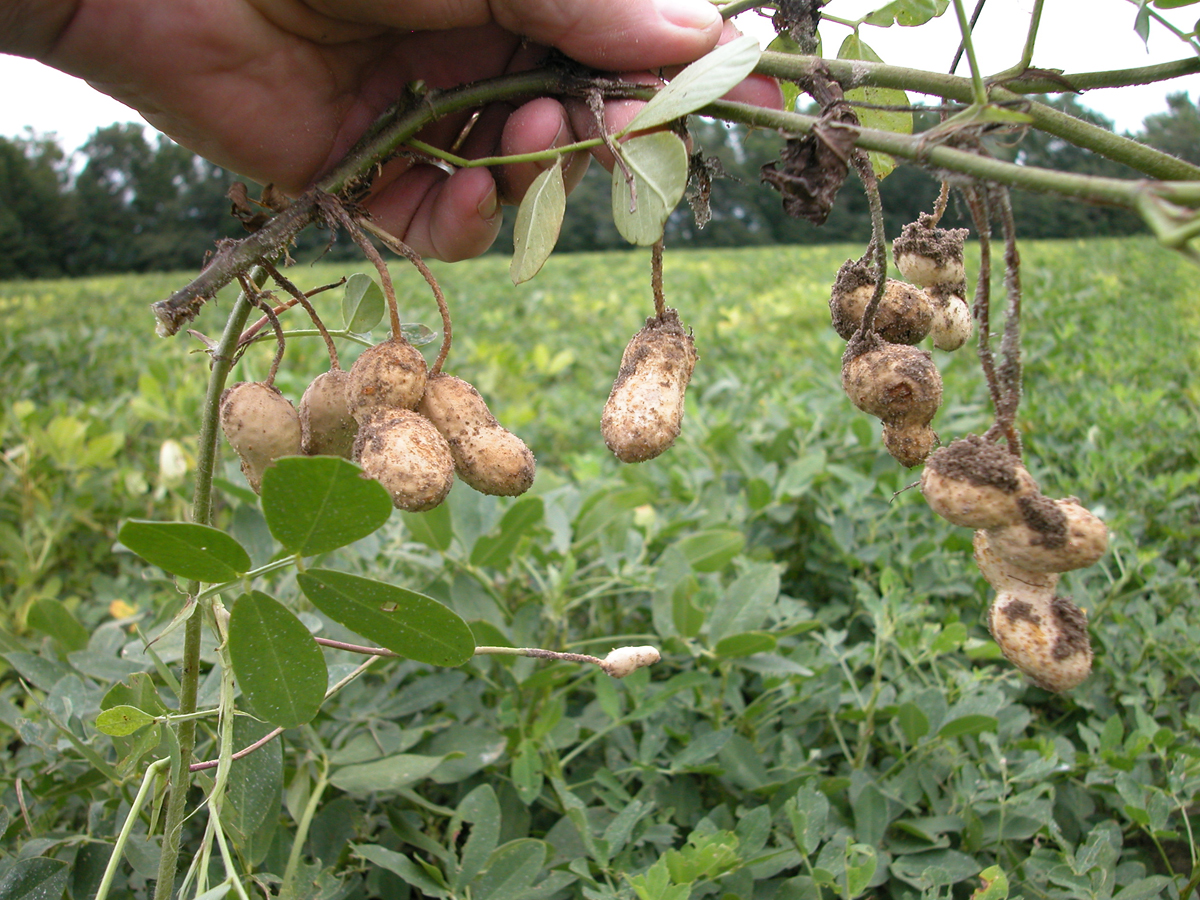
Rostlina se zralými lusky
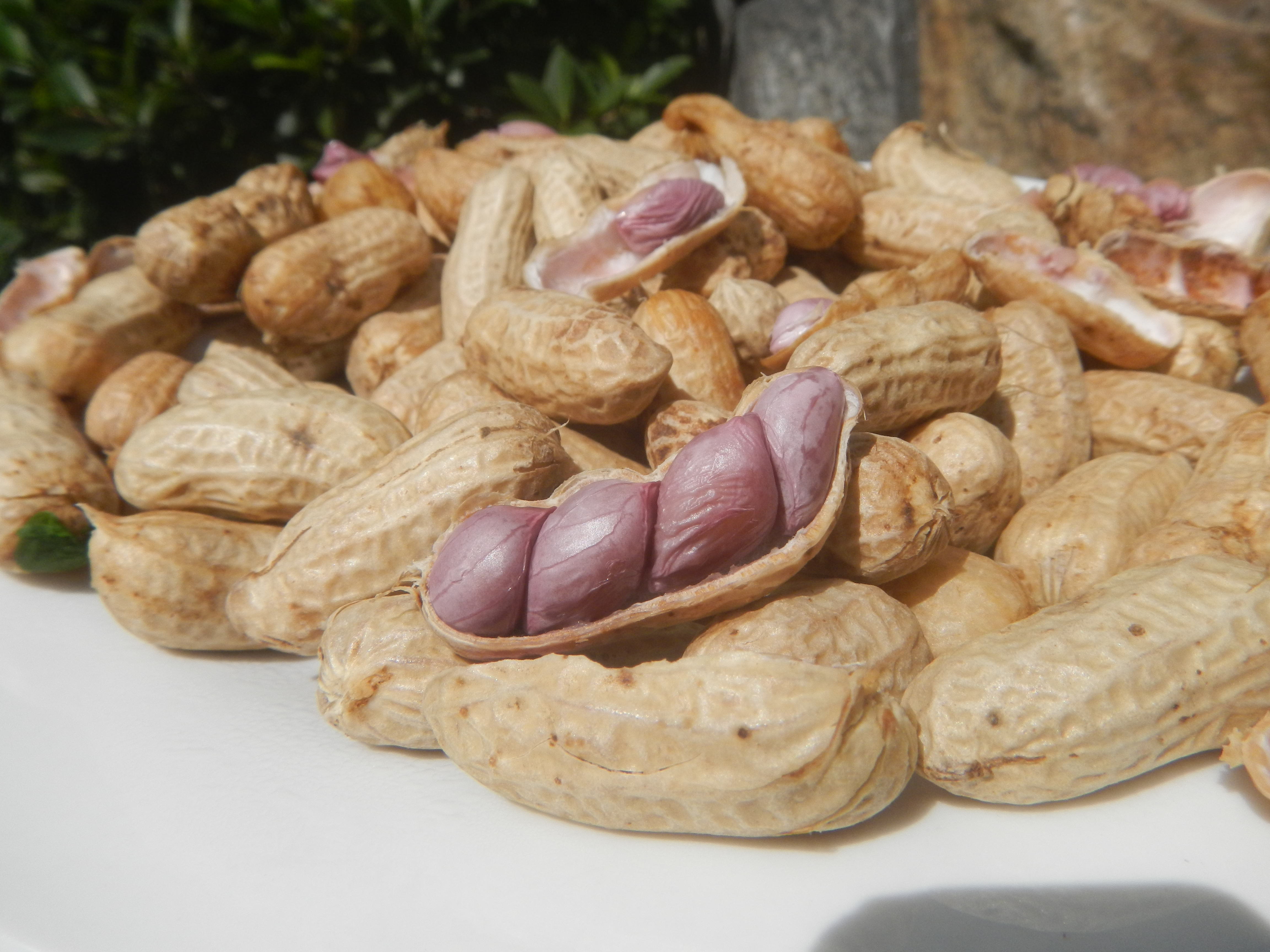
Lusky se semeny
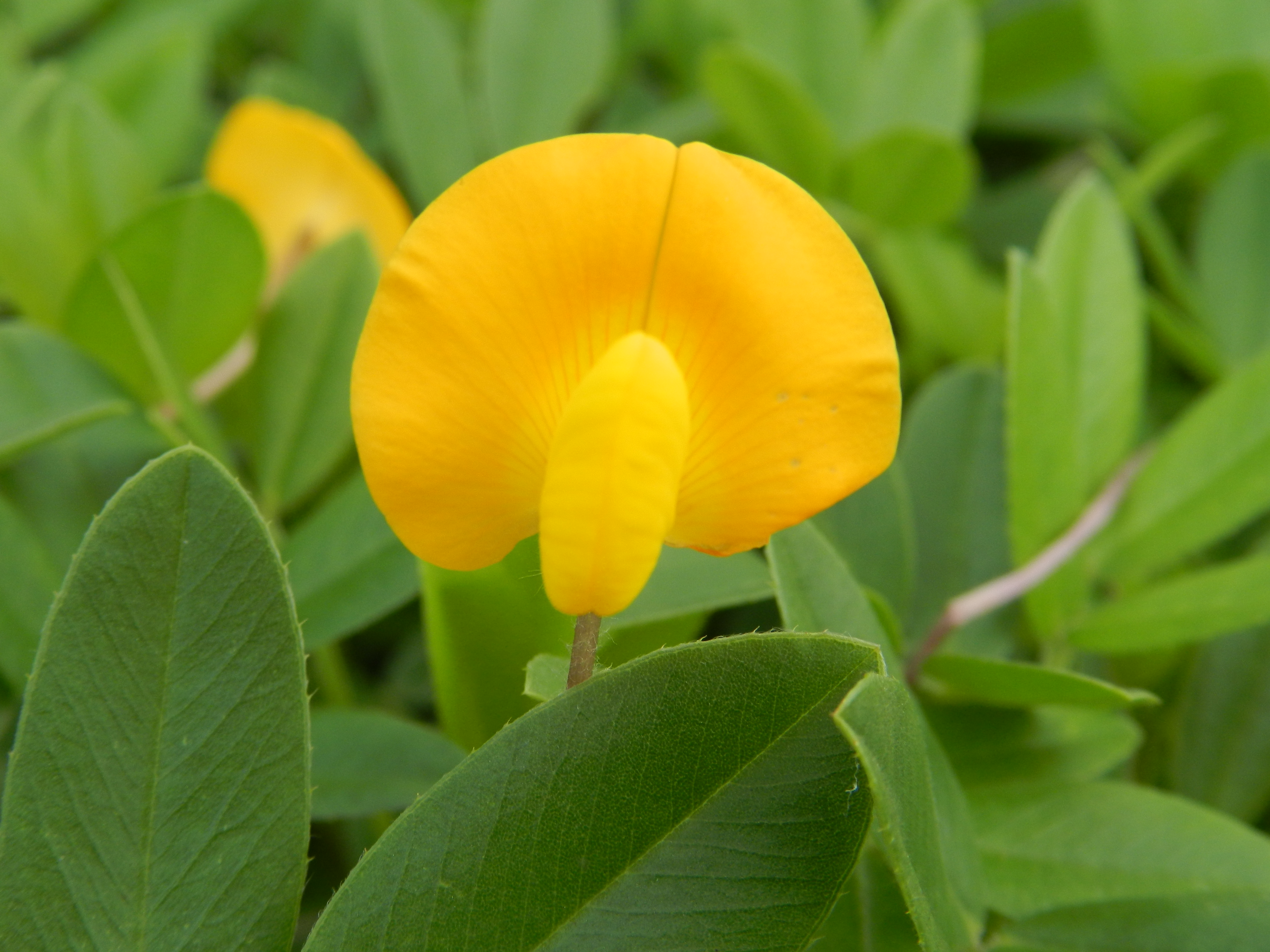
Květ podzemnice

## Původ a historie
Podzemnice olejná pochází z jižní Ameriky, kde byla domestikována a vyšlechtěna už před několika tisíci lety ve východní Bolívii. Centrum diverzity rodu Arachis se nachází v Brazílii. Na další kontinenty se rostlina rozšířila už v předkolumbovské době. Nálezy svědčící o výskytu a pěstování podzemnice v Číně a Peru jsou staré téměř 5 tisíc let. V 17. století se zmínky o podzemnici již objevují četně i v evropské literatuře.
Latinský název odkazuje ke schopnosti podzemnice tvořit plody pod zemí. Je odvozen od starořeckého arachos – plevel a hypogagea – komůrky pod zemí.
Genom podzemnice byl osekvenován v roce 2014.

## Užití
Často se pěstuje pro semena – arašídy, buráky, buráčky nebo také burské oříšky. Nejedná se však o ořech, ale luštěninu. Arašídy se řadí k suchým skořápkovým plodům (též skořápkové ovoce).
Arašídový olej se rovněž používá na smažení, k výrobě stolních pokrmových tuků, tzv. arašídového másla v potravinářství a ve farmaceutickém průmyslu a k výrobě kosmetických výrobků. Arašídový olej je možné využít i k výrobě nitroglycerinu.
Výroba arašídového másla v USA začala okolo roku 1890. Původně šlo o potravinu určenou invalidům, ale brzy se využití rozšířilo i s rozvojem výroby sladkostí kolem let 1920. Více než poloviční podíl na trhu s arašídy v USA má právě arašídové máslo. Celková konzumace produktů z podzemnice v USA během prvních dvou dekád 21. století rostla.
Semena se konzumují jak solená a pražená, vařená, rozemletá na arašídové máslo, smíchaná spolu s kukuřičnou moukou a extrudovaná do křupek, ale i jako tyčinky (často máčené v čokoládě) nebo nápoje a polévky (jihoamerické a africké země). Arašídy nebo arašídové máslo se přidává do sladkého pečiva, dezertů, ale i omáček, salátových zálivek nebo zeleninových směsí v asijské a indické kuchyni.
Arašídové mléko, náhražka mléka pro lidi s intolerancí laktózy, je dalším z moderních produktů, vyráběných z arašídů. Arašídové mléko je možné i fermentovat a vytvářet tak náhražky živočišných sýrů. Odpad z výroby arašídového oleje se využívá jako krmivo pro hospodářská zvířata, případně i jako hnojivo. Kořeny se zaorávají pro vysoký obsah dusíku jako hnojivo.

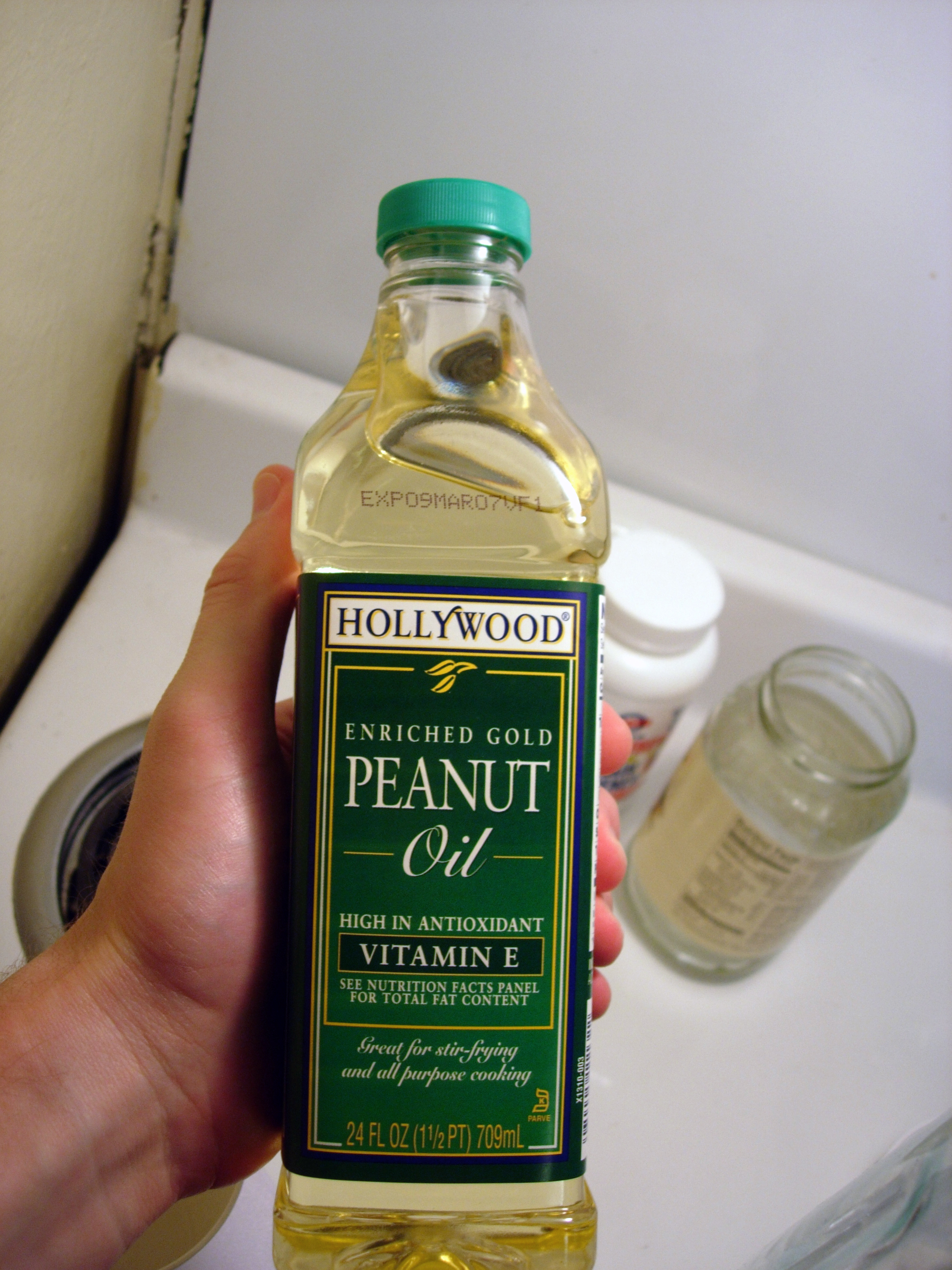
Arašídový olej
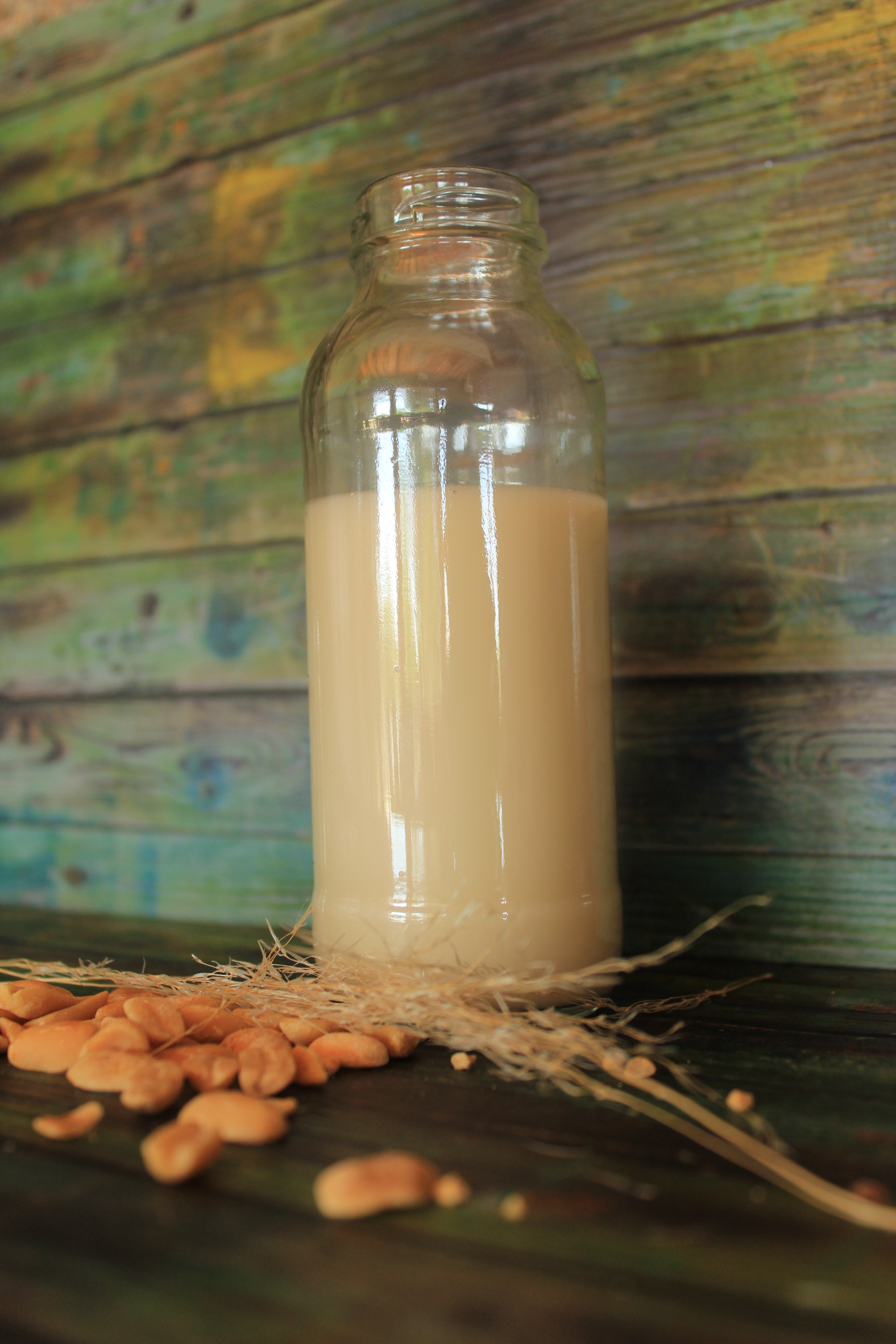
Arašídové mléko
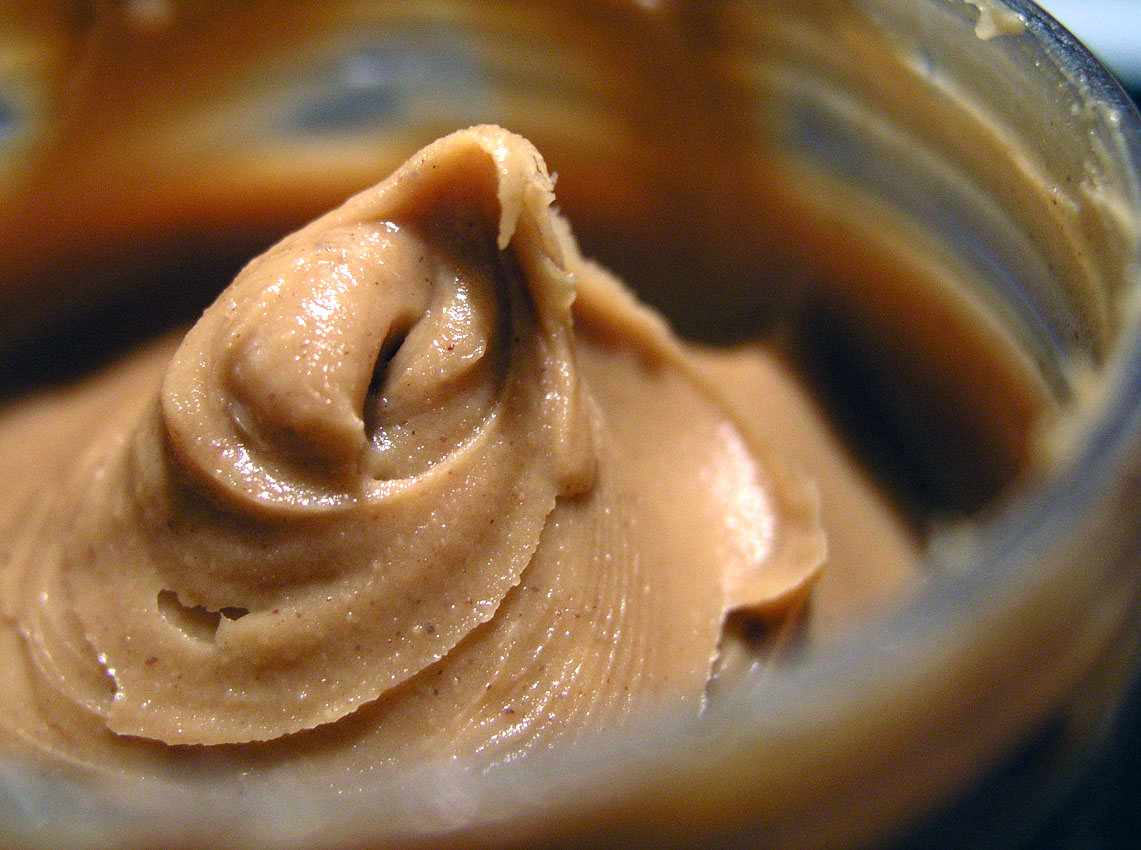
Arašídové máslo
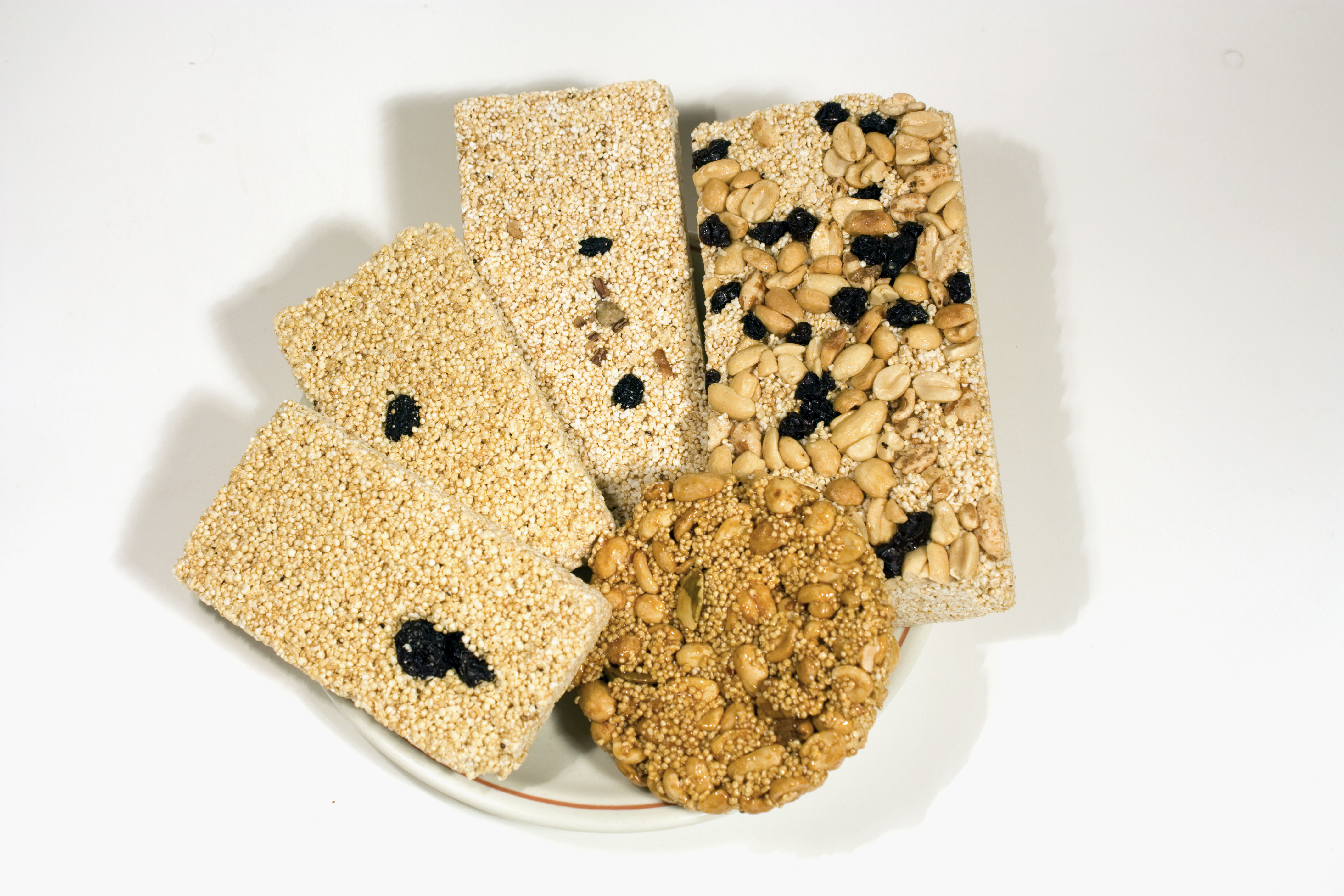
Sladké sušenky s arašídy
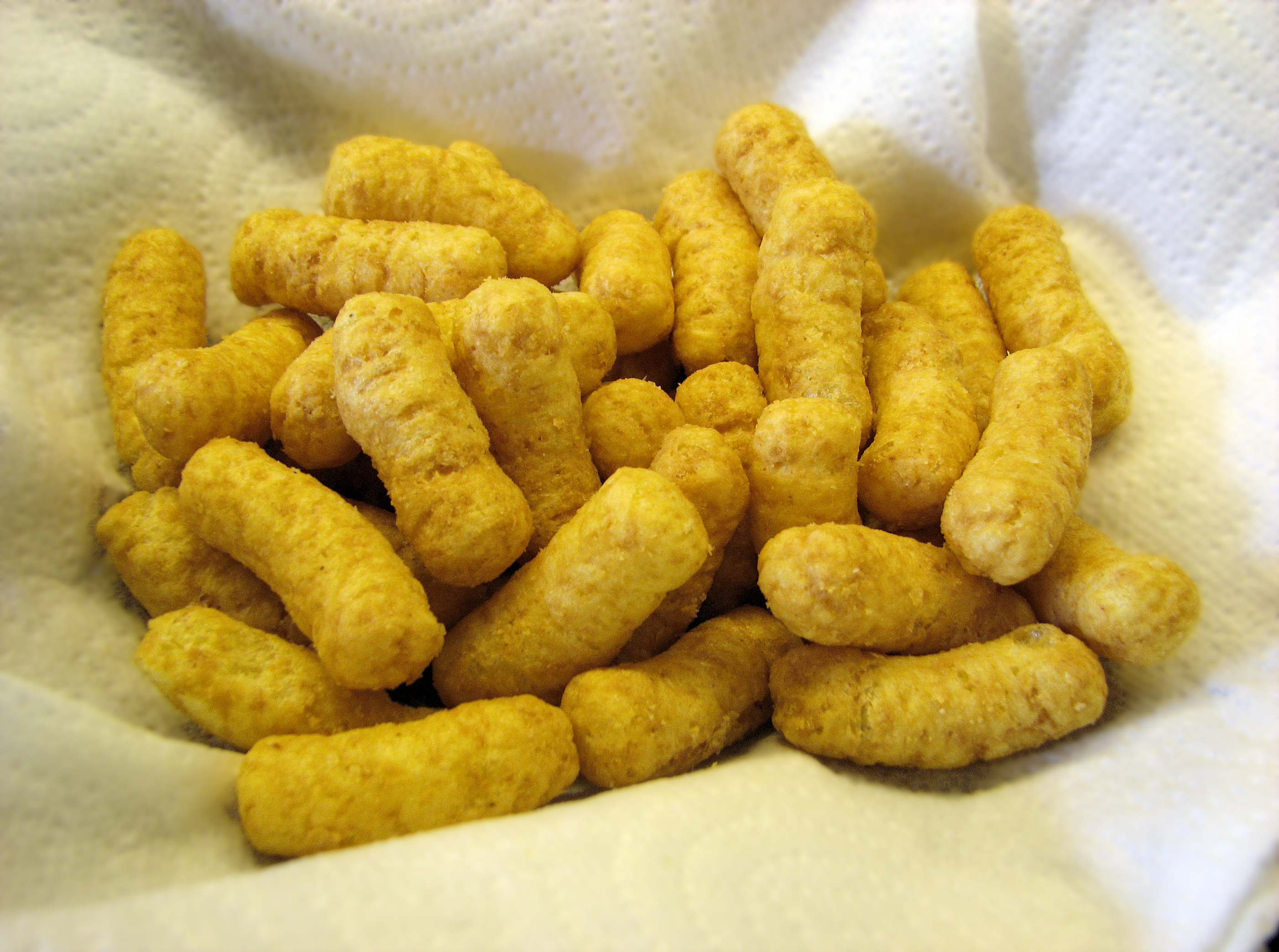
Arašídové křupky
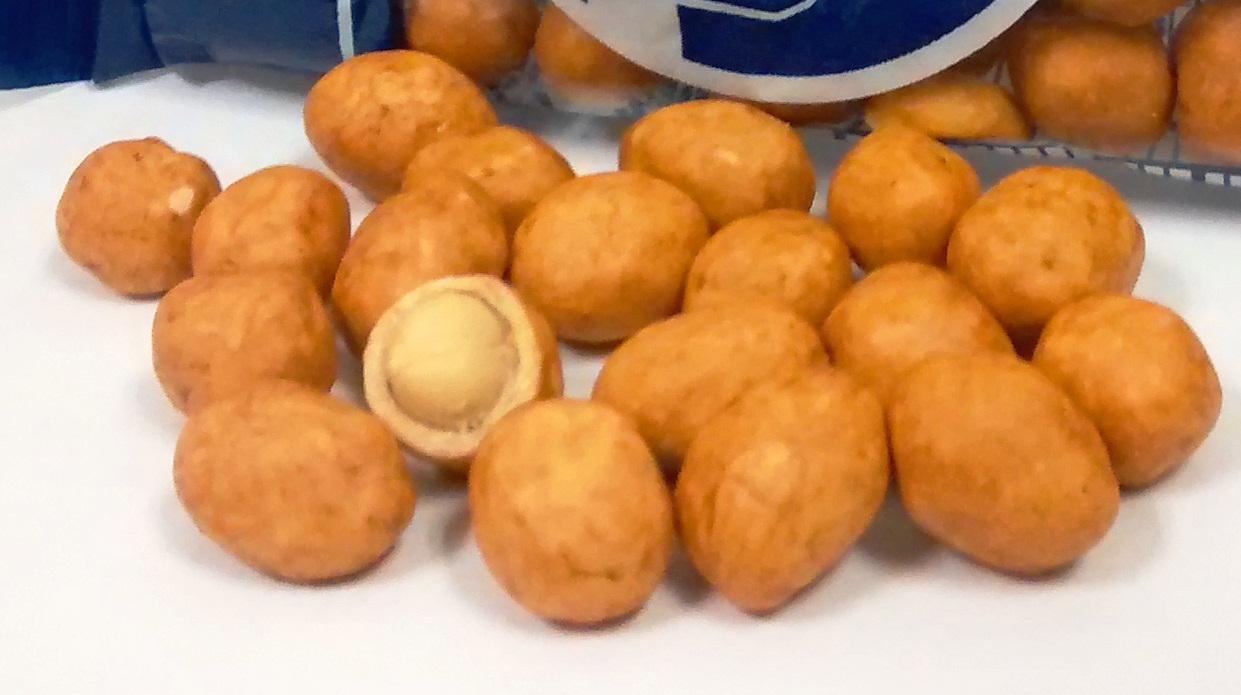
Obalované arašídy
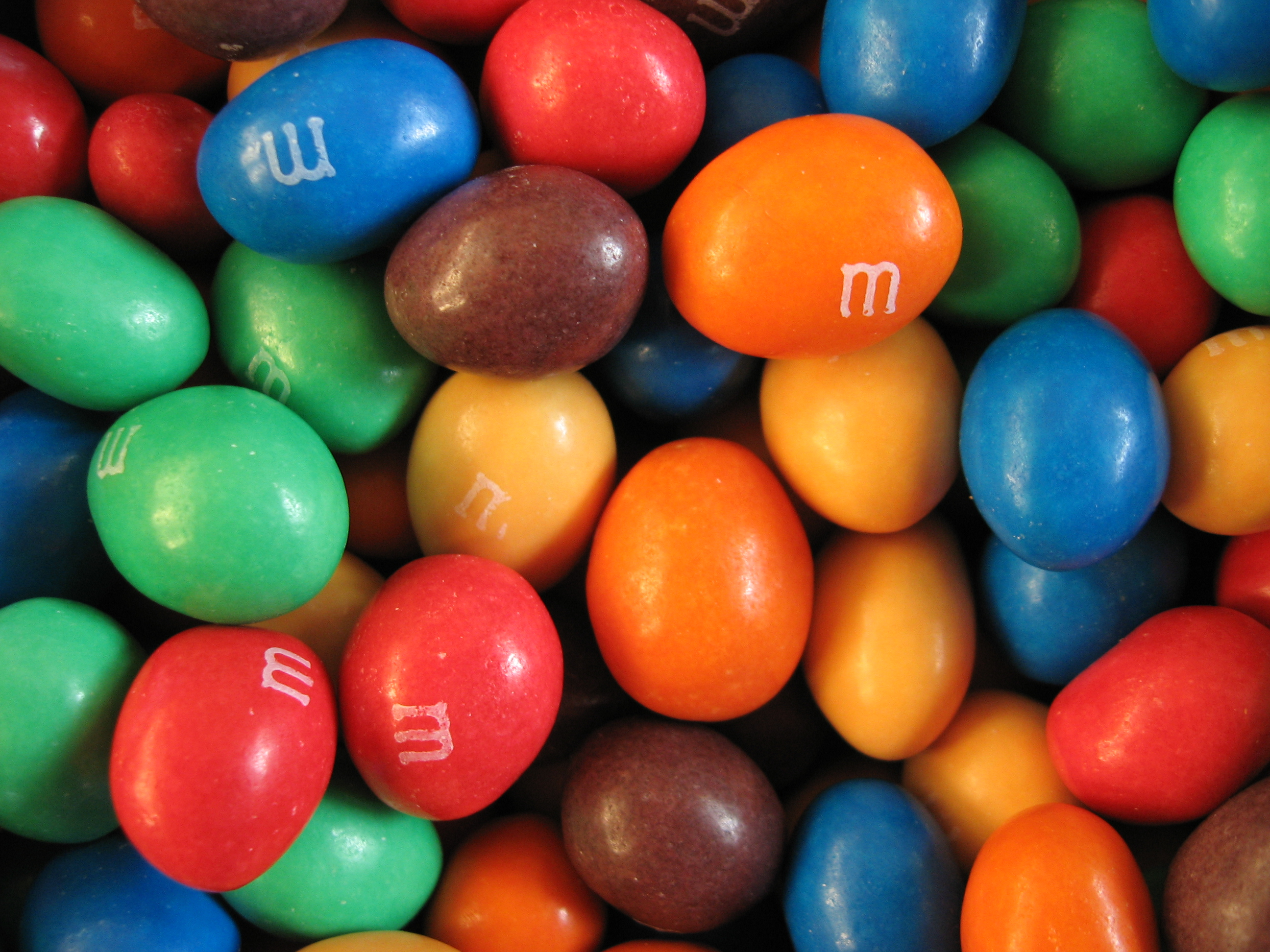
Arašídy v čokoládě (M&M's)
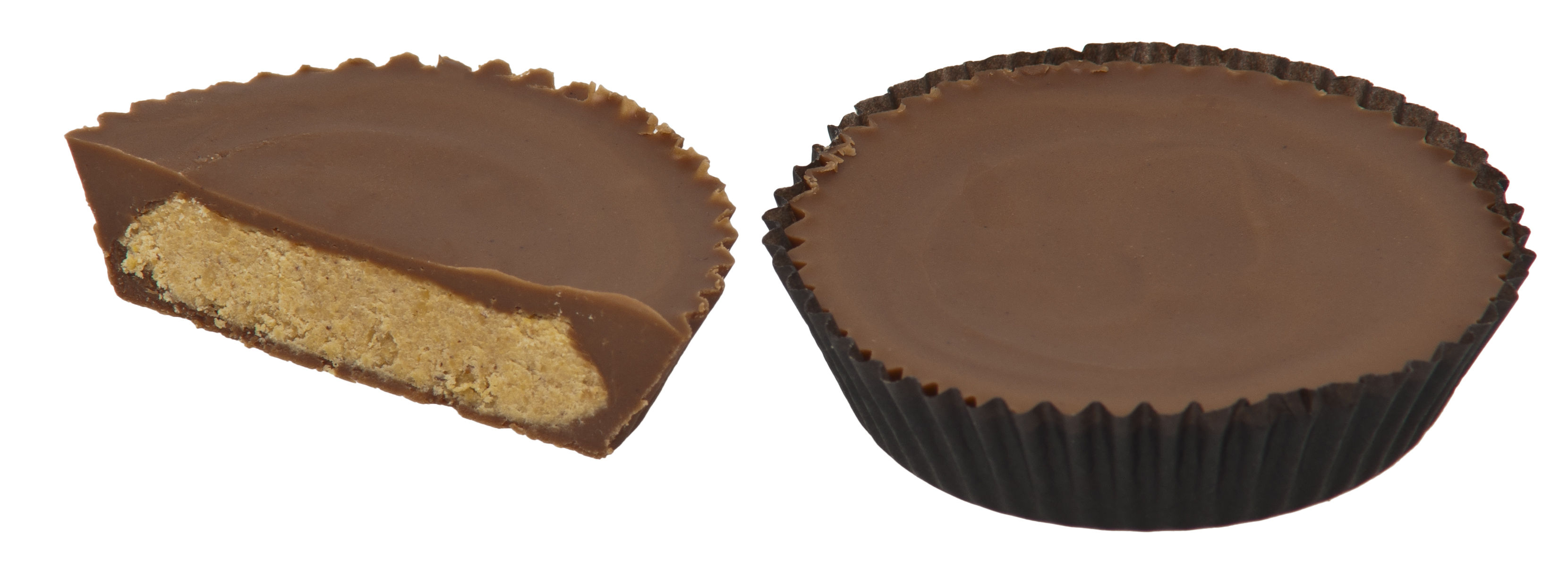
Arašídová pasta v čokoládě (Reese's cups)
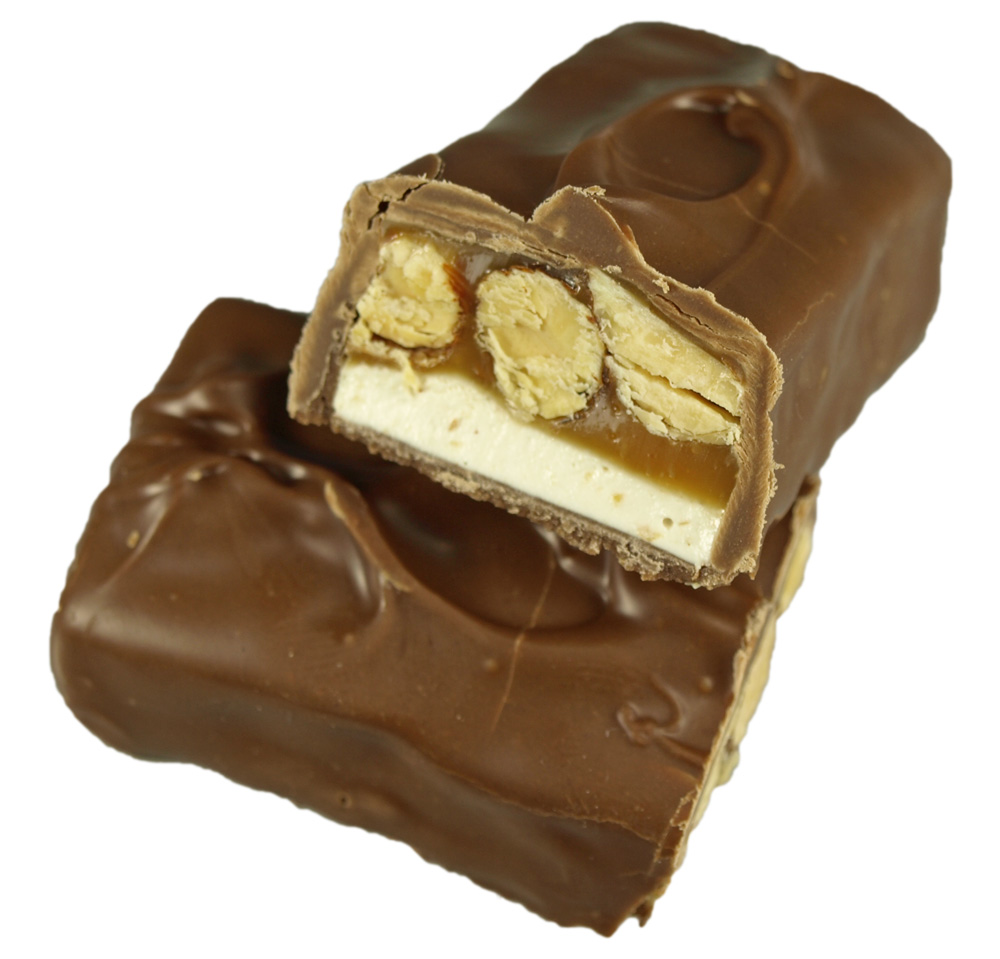
Čokoládová tyčinka s arašídy (Snickers)
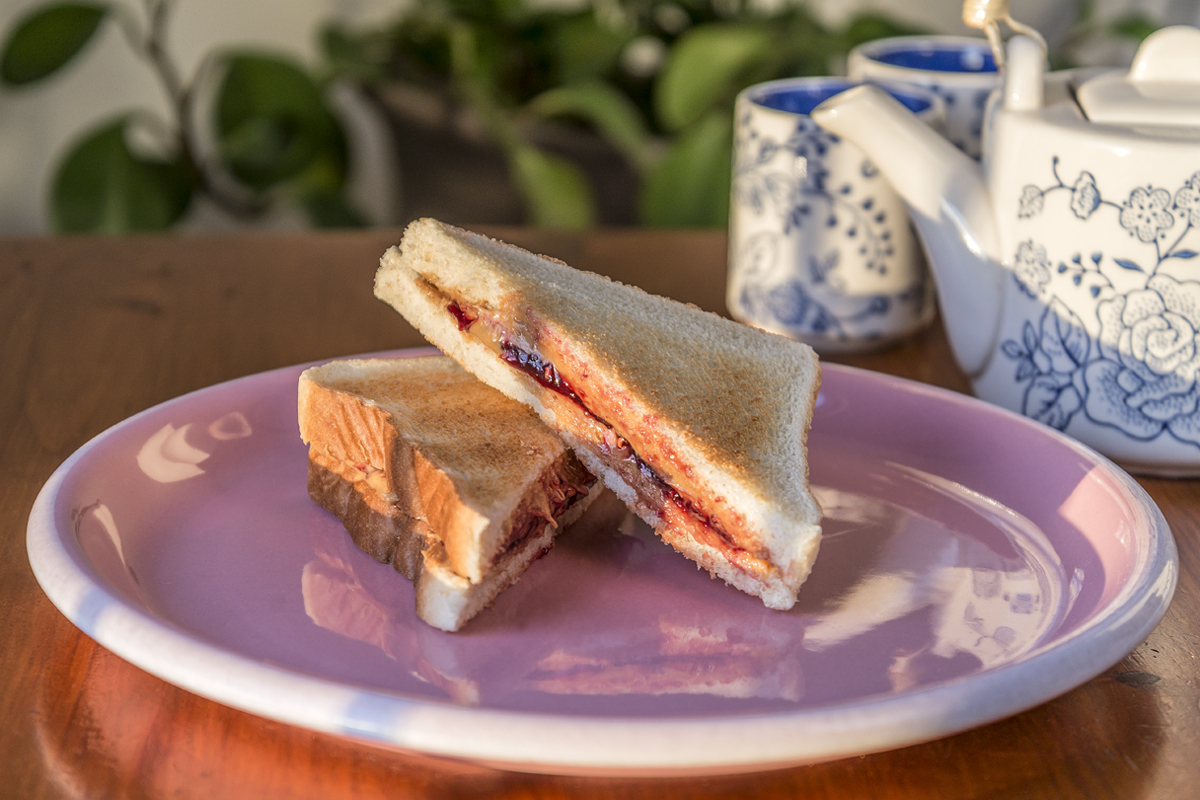
Sendvič s arašídovým máslem a marmeládou (peanut butter and jelly)
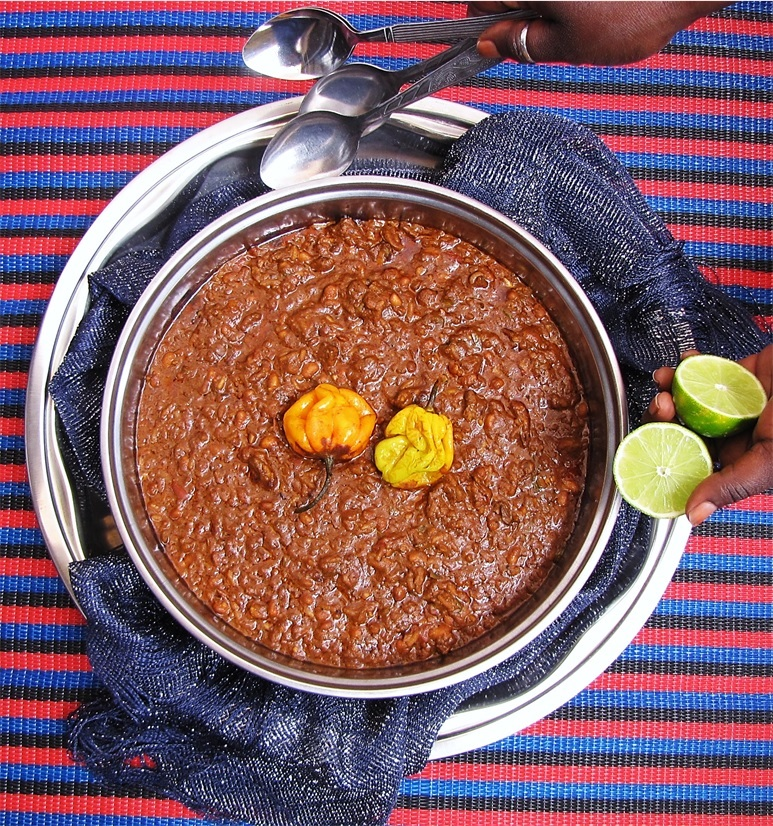
Senegalská omáčka deukhine s arašídy a tamarindem
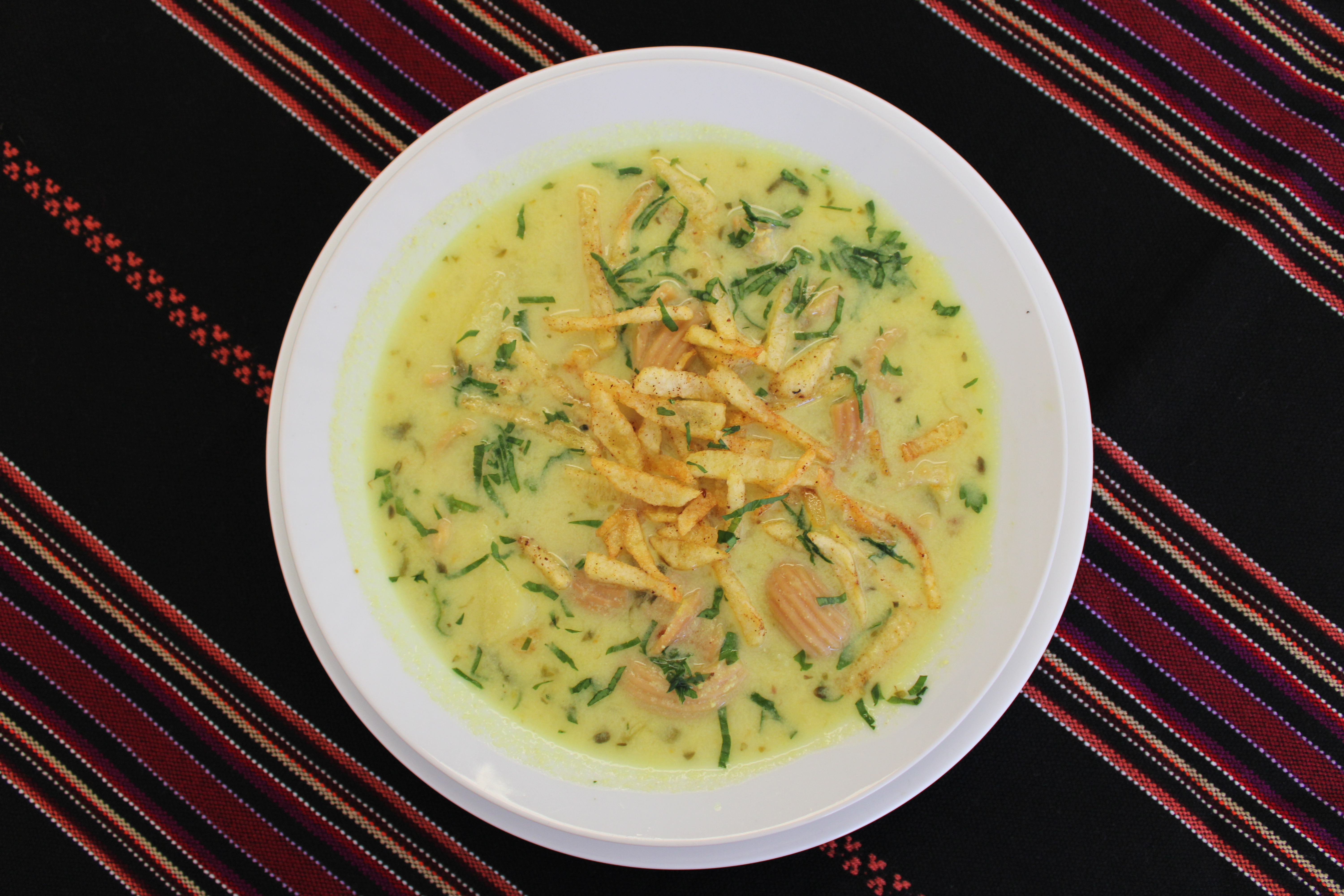
Bolivijská arašídová polévka
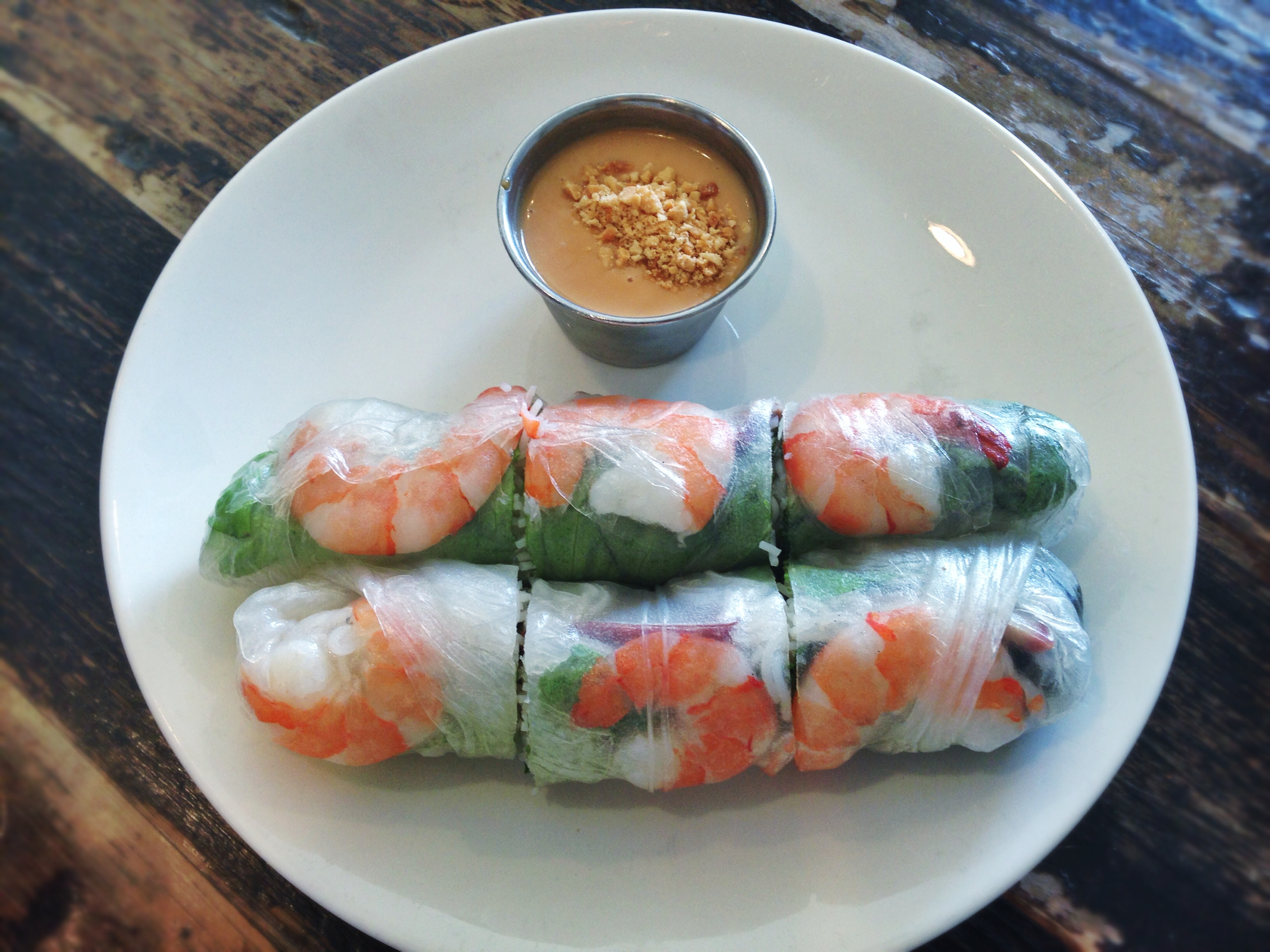
Jarní závitky s arašídovou omáčkou
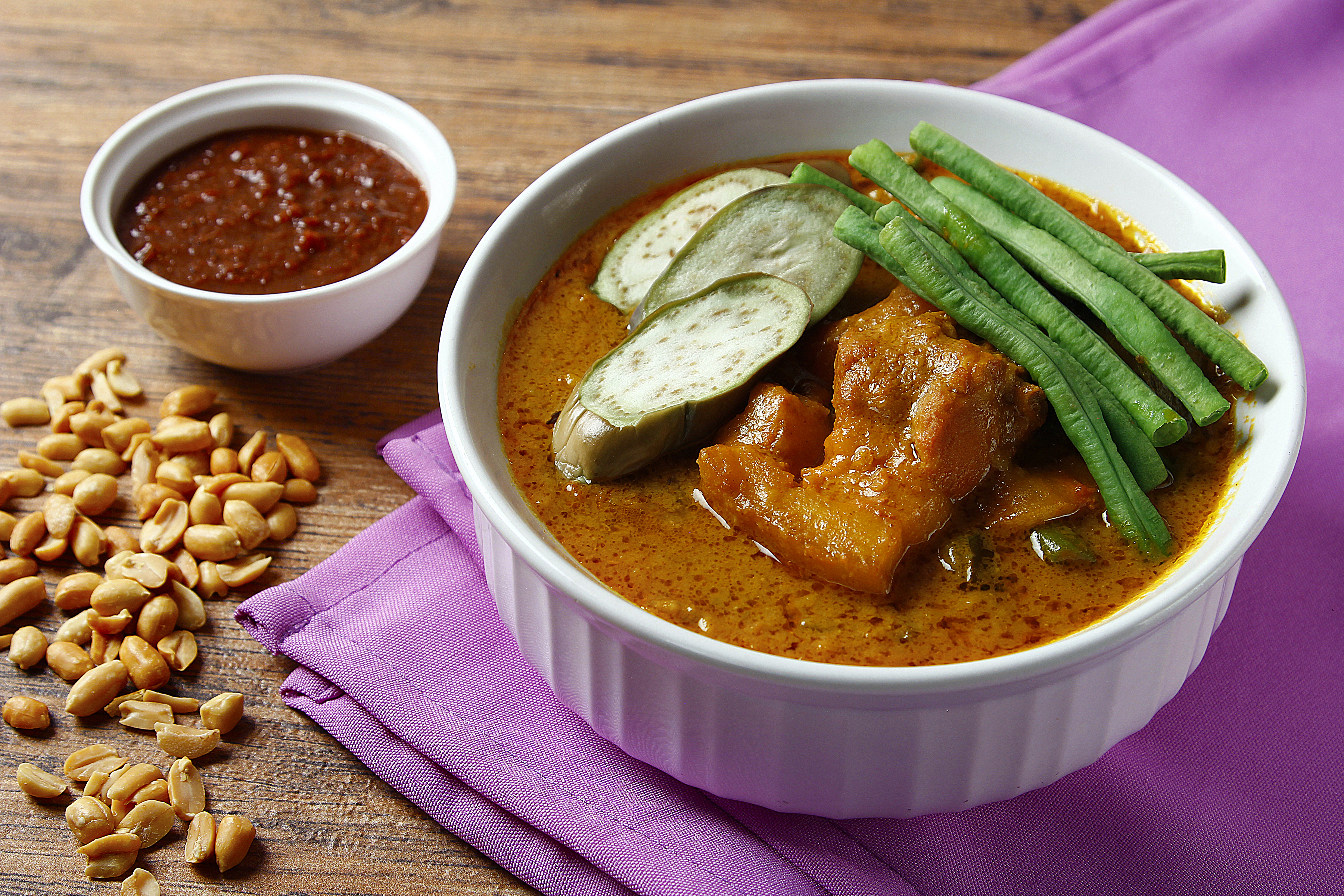
Filipínské ragú kare kare s arašídovou omáčkou

## Výživová hodnota a vliv na zdraví

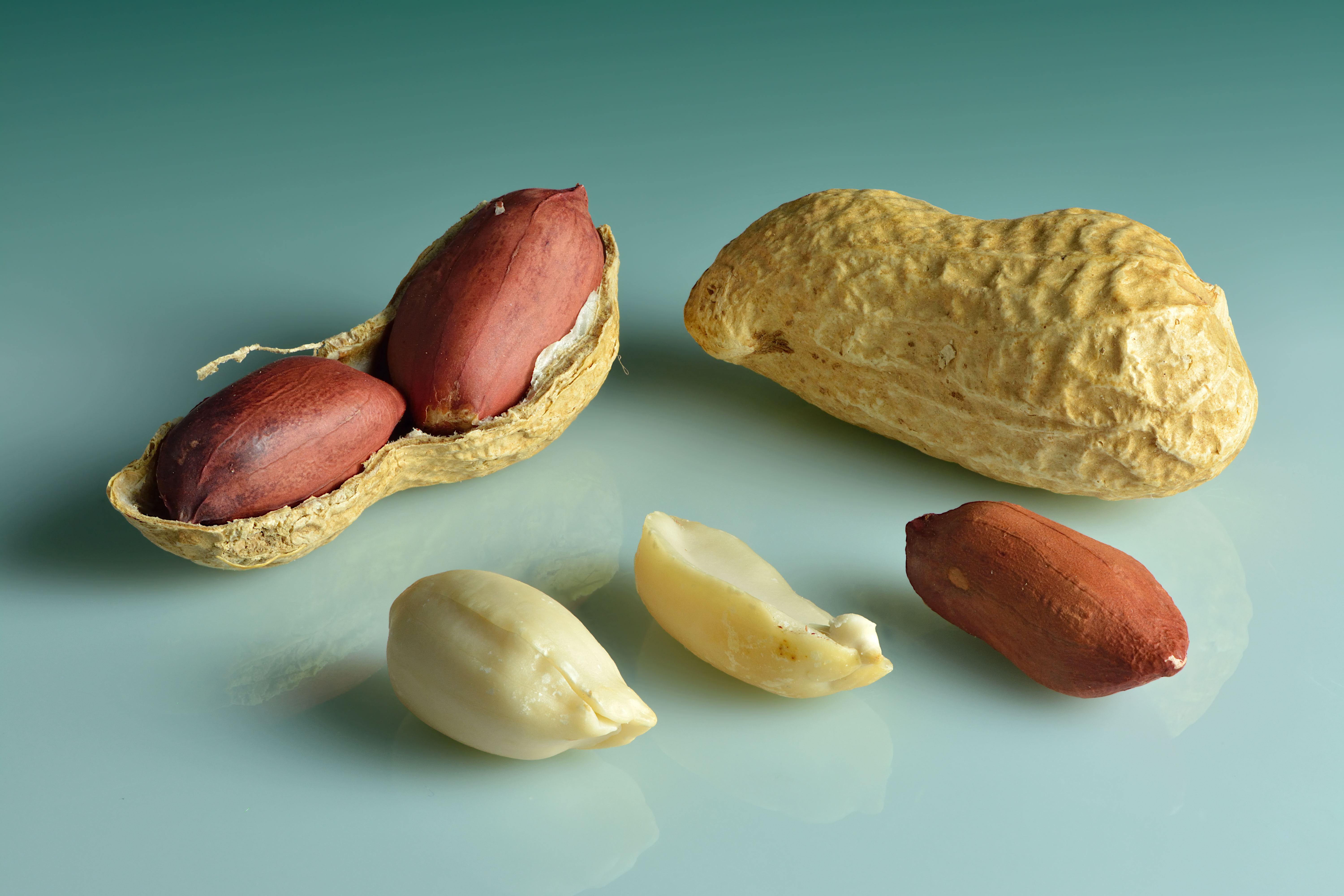
Otevřený a uzavřený lusk, vyloupaná semena

Arašídy jsou velmi bohaté na živiny. Obsahují 22–30 % bílkovin, vysoké množství tuků (zhruba polovina obsahu semen) a cukrů (včetně vlákniny). Dále obsahují vitamíny E, K a vitamíny skupiny B: vyskytuje se v nich vitamín B1 (thiamin), B3 (niacin), B5, B6 a B9. Z minerálů jsou zdrojem vápníku, fosforu, hořčíku, zinku a železa. Vykazují i antioxidační aktivitu a obsahují koenzym Q10.
Arašídy obsahují i významné množství resveratrolu a fytosterolů. Vědecké studie zjistily pozitivní vliv těchto látek na prevenci kardiovaskulárních chorob a snížení rizika vzniku diabetu 2. typu.

### Alergie
Arašídy představují světově významný alergen. Až 50 % všech úmrtí na základě potravinové alergie je přičítáno právě arašídům. Alergií na arašídy trpí v rozvinutých zemích 0,6–1,5 % dětí, ale s postupujícím věkem může dojít ke zmírnění alergie. Reakci vyvolává část proteinů obsažených v semenech, které vykazují navíc velkou odolnost vůči tepelné úpravě a trávicím šťávám. Tyto proteiny se označují jako Ara h 1 až 11. K vyvolání alergické reakce přitom stačí velmi malé dávky od ca 1–4 gramů arašídů.
Alergická reakce přichází typicky během sekund až do dvou hodin po vystavení se alergenu. Postižena bývá typicky kůže, dýchací cesty a trávicí trakt. Právě rychle se zhoršující symptomy podráždění dýchacích cest, hypotenze a arytmie se objevují ve fatálních případech. Opatrní by tak měli být hlavně pacienti s předchozí diagnózou astmatu. Samotný kontakt s pokožkou nemusí na rozdíl od požití alergickou reakci vyvolat. Alergikům je doporučováno mít po ruce epinefrin nebo antihistaminika.
Vysoce zpracované a tepelně upravené arašídové oleje mohou být za některých okolností bezpečné i pro alergiky, za studena lisované oleje však alergenní proteiny stále obsahují. Ačkoli je možné vařením a smažením semen snížit množství alergenních proteinů, nelze takto vytvořit opravdu bezpečný výrobek pro alergiky.
Během 21. století se změnil přístup k prevenci potravinových alergií včetně arašídů a je tak odbornými společnostmi napříč světem doporučováno vystavit děti potenciálním alergenům v jídle raději dříve (již v batolecím věku) pro snížení rizika rozvoje alergií později během dospívání.

## Produkce

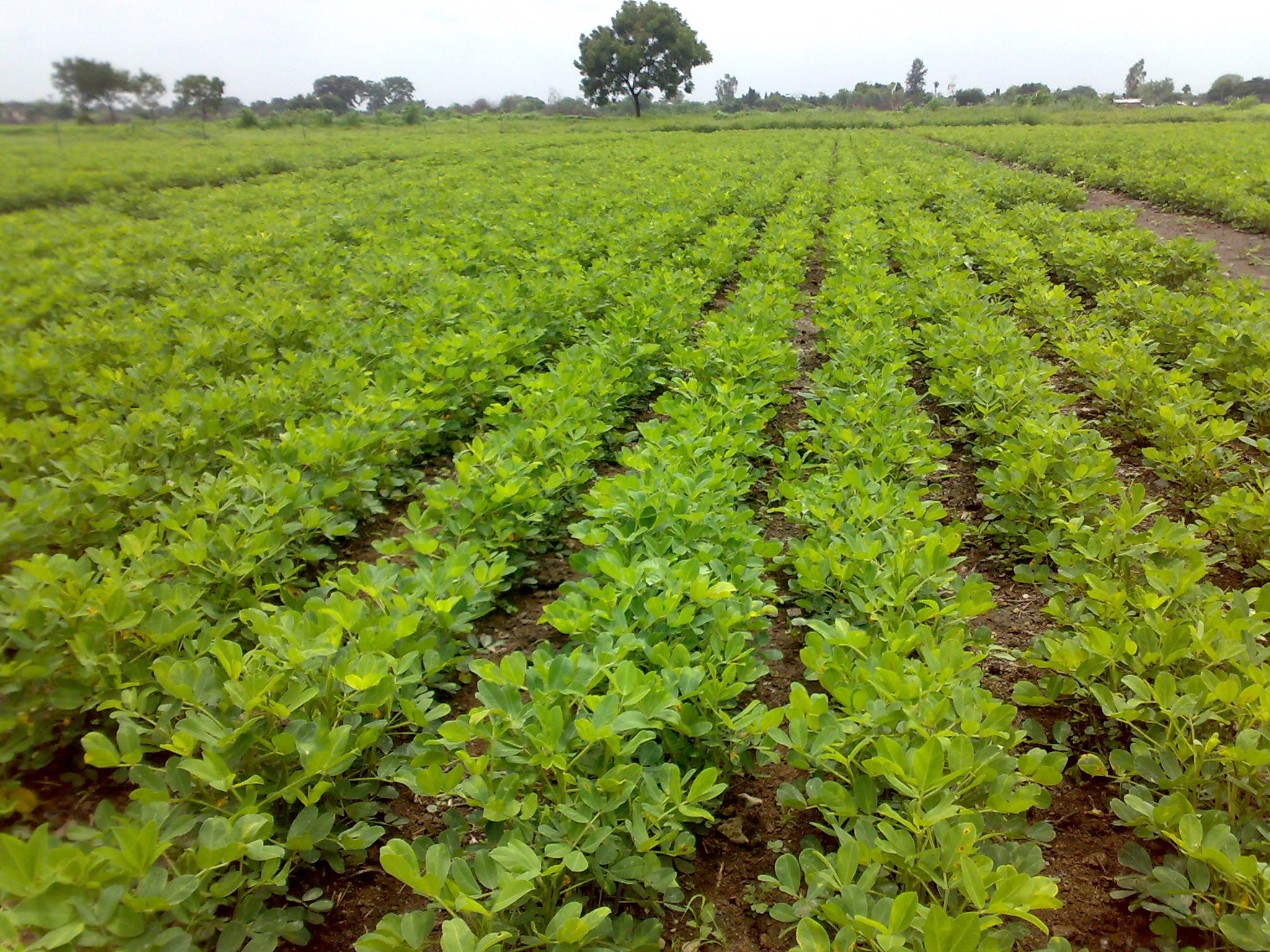
Pole s podzemnicí v západní Indii

Podzemnice se pěstuje ve více než 100 zemích světa. V roce 2016 bylo podle Organizace pro výživu a zemědělství ve světě vypěstováno téměř 44 milionů tun buráků (se slupkou). Deset největších producentů dodává na trh celkem 81,8 % světové produkce. Největším světovým producentem je Čína, která se na celkovém množství podílí 38 %.
Mezi regiony s největší podílem pěstování arašídů patří čínské provincie Che-nan a Šan-tung a indický stát Gudžarát. V USA pak polovinu národní produkce zajišťuje stát Georgia.
| Pořadí | Země            | Množství (v tunách) |
| ------ | --------------- | ------------------- |
| 1      | Čína            | 18 307 800          |
| 2      | Indie           | 10 244 000          |
| 3      | Nigérie         | 4 067 669           |
| 4      | USA             | 2 898 140           |
| 5      | Súdán           | 2 355 000           |
| 6      | Senegal         | 1 677 804           |
| 7      | Myanmar (Barma) | 1 601 144           |
| 8      | Argentina       | 1 267 242           |
| 9      | Guinea          | 907 137             |
| 10     | Čad             | 797 953             |
|        | svět celkem     | 44 663 889          |

Pouliční prodejce arašídů ve Washingtonu, 1929

V afrických zemích je pěstování arašídů zdrojem významných příjmů pro zemědělce i důležitou výživově bohatou součástí stravy. Otroci z afrických zemí měli už v 18. století zásluhu na začlenění arašídů do jídelníčku a rozšíření jejich pěstování v USA, včetně jejich pouličního prodeje. Arašídy se během druhé poloviny 19. století ve významném množství do USA i dovážely právě ze západní Afriky, kde je dodnes významné centrum jejich produkce.

### Obchod

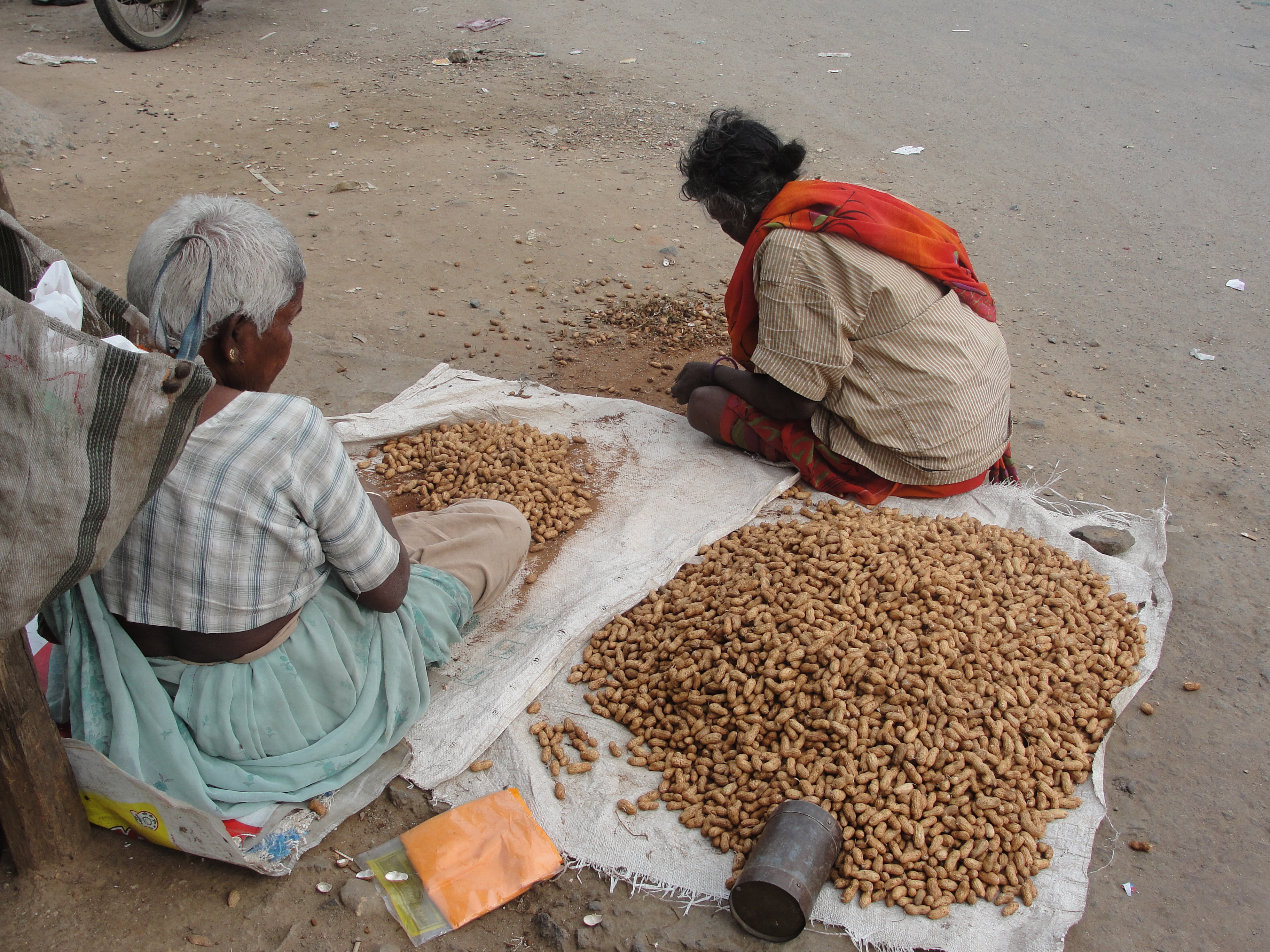
Pouliční prodej arašídů v Indii

Hlavními vývozci arašídů jsou USA, Argentina, Súdán, Senegal a Brazílie. Vývoz z těchto pěti zemí dohromady představuje 71 % celkového vývozu na světě, přičemž dlouhodobě ve vývozu vedou Spojené státy. Přestože Indie a Čína produkují značné množství arašídů, jejich podíl na mezinárodním obchodu je méně než 4 %. Arašídy se obvykle používají k uspokojení domácí potřeby. Například v Indii se využívá 90 % vyprodukovaných arašídů k tuzemské výrobě arašídového oleje, a jen velmi malé množství je uvolněno pro export.
Hlavními odběrateli arašídů jsou země Evropské unie, Kanada a Japonsko, které společně tvoří 78 % světového dovozu arašídů. V Evropské unii je jedinou zemí produkující arašídy Kypr.

### Pěstování
Podzemnici je možné pěstovat i ve středoevropských podmínkách, vyžaduje však kyprou půdu, dostatečné množství světla a vlhkosti hlavně během růstu lusků, proto je vhodné pěstovat ji ve skleníku či fóliovníku.